# 牛久絢太郎
牛久 絢太郎（うしく じゅんたろう、1995年2月28日 - ）は、日本の男性プロ総合格闘家、YouTuber。東京都足立区出身。アメリカン・トップチーム所属。第2代RIZINフェザー級王者。第10代DEEPフェザー級王者。

## 来歴
小学1年生の時に柔道を始め、中学生の頃にDREAMを見て総合格闘技に興味を持つ。高校2年生の時に和術慧舟會TLIVEに入門し、総合格闘技を始める。

### パンクラス
2013年、プロ昇格トーナメントで優勝し、プロに昇格。
2013年12月31日、プロデビュー戦となったBayside FIGHT.2にて蓮實光と対戦し、1RにドクターストップによるTKO勝ちを収めた。
2014年、第20回ネオブラッド・トーナメントで優勝。

### DEEP
2019年5月12日、DEEP初出場となったDEEP 89 IMPACTにてザック・ベナベンテと対戦し、1RにグラウンドパンチによるTKO勝ちを収めた。
2020年9月20日、DEEP 97 IMPACTのDEEPフェザー級タイトルマッチにて王者の弥益ドミネーター聡志と対戦し、4-1の判定勝ちを収め王座獲得に成功した。
2021年7月4日、DEEP 102 IMPACTのDEEPフェザー級タイトルマッチにて挑戦者の中村大介と再戦し、4-1の判定勝ちを収め王座の初防衛に成功した。
2021年12月12日、DEEP 105 IMPACTのDEEPフェザー級タイトルマッチにて挑戦者の神田コウヤと対戦し、4-1の判定勝ちを収め2度目の王座防衛に成功した。

### RIZIN
2021年10月24日、RIZIN初出場となったRIZIN.31のRIZINフェザー級タイトルマッチで王者の斎藤裕と対戦し、2Rに牛久の飛び膝蹴りによる斎藤の流血でドクターストップとなり王座獲得に成功した。
2022年4月17日、RIZIN.35のRIZINフェザー級タイトルマッチで、挑戦者の斎藤裕と再戦し、2Rに左ハイキックでダウンを奪うなど打撃の展開で優勢となり、3-0の判定勝ちを収め、王座の初防衛に成功した。
2022年10月23日、RIZIN.39のRIZINフェザー級タイトルマッチで挑戦者のクレベル・コイケと対戦し、2Rに三角絞めで1本負け。王座から陥落した。
2023年4月29日、RIZIN LANDMARK 5で朝倉未来と対戦。繰り返し引き込むもその後の攻め手に欠け、0-3の判定負けを喫した。
2023年9月24日、RIZIN.44にて萩原京平と対戦し3Rにグランドで優勢になるなどして3-0の判定勝ちを収めた。勝利後のマイクで5kg下のバンタム級への転向を発表した。
2023年12月21日、バンタム級への転向によりDEEPフェザー級王座を返上。
2024年4月29日、バンタム級転向初戦となったRIZIN.46でリオ五輪レスリング銀メダリストの太田忍と対戦し、何度もテイクダウンを奪われ0-3の判定負け。3Rに汗が出なくなるなど体調に異変が起こったことで調整を見直していくとした。
2024年9月29日、RIZIN.48で元修斗バンタム級王者の佐藤将光と対戦し、0-3の判定負けを喫した。

## 人物
- 好きな格闘家として元UFC世界フェザー級王者のジョゼ・アルドを挙げている[15]。
- K-Clannを拠点としながら、アメリカのアメリカン・トップチームや地元・足立区のキックボクシングジム「POWER OF DREAM」などでも練習している（2023年時点）[16]。
- 自身のYouTubeチャンネルにて、ヤギの赤ちゃんを牛の赤ちゃんと勘違いしたり、ディズニーシーでマックスをミッキーマウスと間違えたり、好きなジブリ作品を聞かれて「僕は結構ジブリ作品をよく見るのですが、特に好きな作品はトイ・ストーリーですね」と答えるなど、天然な一面を持っている。

人物紹介動画
RIZIN公式YouTube ch、牛久絢太郎の人物紹介動画『RIZIN CONFESSIONS』(2023) 

## 戦績

### プロ総合格闘技
| 総合格闘技 戦績 | 総合格闘技 戦績 | 総合格闘技 戦績 | 総合格闘技 戦績 | 総合格闘技 戦績 | 総合格闘技 戦績 | 総合格闘技 戦績 |
| --------------- | --------------- | --------------- | --------------- | --------------- | --------------- | --------------- |
| 32 試合         | (T)KO           | 一本            | 判定            | その他          | 引き分け        | 無効試合        |
| 21 勝           | 6               | 0               | 15              | 0               | 0               | 0               |
| 11 敗           | 3               | 2               | 6               | 0               | 0               | 0               |

| 勝敗 | 対戦相手             | 試合結果                                        | 大会名                                                            | 開催年月日     |
| ×    | 福田龍彌             | 5分3R終了 判定0-5                               | DEEP 125 IMPACT 【DEEPバンタム級タイトルマッチ】                  | 2025年5月5日   |
| ×    | 佐藤将光             | 5分3R終了 判定0-3                               | RIZIN.48                                                          | 2024年9月29日  |
| ×    | 太田忍               | 5分3R終了 判定0-3                               | RIZIN.46                                                          | 2024年4月29日  |
| ○    | 萩原京平             | 5分3R終了 判定3-0                               | RIZIN.44                                                          | 2023年9月24日  |
| ×    | 朝倉未来             | 5分3R終了 判定0-3                               | RIZIN LANDMARK 5                                                  | 2023年4月29日  |
| ×    | クレベル・コイケ     | 2R 1:29 三角絞め                                | RIZIN.39 【RIZINフェザー級タイトルマッチ】                        | 2022年10月23日 |
| ○    | 斎藤裕               | 5分3R終了 判定3-0                               | RIZIN.35 【RIZINフェザー級タイトルマッチ】                        | 2022年4月17日  |
| ○    | 神田コウヤ           | 5分3R終了 判定4-1                               | DEEP 105 IMPACT 【DEEPフェザー級タイトルマッチ】                  | 2021年12月12日 |
| ○    | 斎藤裕               | 2R 4:46 TKO（ドクターストップ：カットでの出血） | RIZIN.31 【RIZINフェザー級タイトルマッチ】                        | 2021年10月24日 |
| ○    | 中村大介             | 5分3R終了 判定4-1                               | DEEP 102 IMPACT 【DEEPフェザー級タイトルマッチ】                  | 2021年7月4日   |
| ×    | 中村大介             | 2R 0:26 KO（膝蹴り）                            | DEEP 100 IMPACT～20th Anniversary～                               | 2021年2月21日  |
| ○    | 弥益ドミネーター聡志 | 5分3R終了 判定4-1                               | DEEP 97 IMPACT 【DEEPフェザー級タイトルマッチ】                   | 2020年9月20日  |
| ○    | ハリー・スタローン   | 1R 1:50 TKO（サッカーボールキック）             | DEEP 93 IMPACT                                                    | 2019年12月15日 |
| ○    | 横山恭典             | 5分3R終了 判定3-0                               | DEEP 91 IMPACT                                                    | 2019年9月8日   |
| ○    | ザック・ベナベンテ   | 1R 3:49 TKO（グラウンドパンチ）                 | DEEP 89 IMPACT                                                    | 2019年5月12日  |
| ○    | マルシオ・セザール   | 5分3R終了 判定3-0                               | RFC WAY OF THE DRAGON CHAMPIONSHIPS 3                             | 2019年1月12日  |
| ○    | 近藤孝太             | 3分3R終了 判定3-0                               | PANCRASE 301                                                      | 2018年11月25日 |
| ×    | ユータ&ロック        | 3分3R終了 判定0-3                               | PANCRASE 298                                                      | 2018年8月5日   |
| ○    | 内村洋次郎           | 5分3R終了 判定2-1                               | PANCRASE 295                                                      | 2018年4月15日  |
| ○    | 稲葉聡               | 3分3R終了 判定3-0                               | PANCRASE 290                                                      | 2017年10月8日  |
| ×    | 鈴木琢仁             | 3分3R終了 判定0-3                               | PANCRASE 284                                                      | 2017年2月5日   |
| ×    | 松嶋こよみ           | 3R 3:11 キムラロック                            | PANCRASE 280                                                      | 2016年9月11日  |
| ×    | 田村一聖             | 3R 1:52 KO（右フック）                          | PANCRASE 277 【フェザー級キング・オブ・パンクラス暫定王者決定戦】 | 2016年4月24日  |
| ○    | ガイ・デルモ         | 2R 0:40 TKO（レフェリーストップ：膝の怪我）     | PANCRASE 270                                                      | 2015年10月4日  |
| ×    | 朴光哲               | 2R 4:49 TKO（グラウンドパンチ）                 | PANCRASE 267                                                      | 2015年5月31日  |
| ○    | 松岡嵩志             | 3分5R終了 判定3-0                               | PANCRASE 265                                                      | 2015年3月15日  |
| ○    | 原田惟紘             | 3分3R終了 判定3-0                               | PANCRASE 263                                                      | 2014年12月6日  |
| ○    | 清水ダイキ           | 3分3R終了 判定3-0                               | PANCRASE 261 【ネオブラッド・トーナメント フェザー級 決勝】       | 2014年10月5日  |
| ○    | 蓮實光               | 2R 3:00 TKO（ドクターストップ：鼻の負傷）       | PANCRASE 259 【ネオブラッド・トーナメント フェザー級 準決勝】     | 2014年6月29日  |
| ○    | 平山学               | 3分3R終了 判定3-0                               | PANCRASE 258 【ネオブラッド・トーナメント フェザー級 1回戦】      | 2014年5月11日  |
| ○    | 島村裕               | 5分2R終了 判定3-0                               | PANCRASE 257                                                      | 2014年3月30日  |
| ○    | 蓮實光               | 1R 0:11 TKO（ドクターストップ：カットでの出血） | Bayside FIGHT.2                                                   | 2013年12月31日 |

### アマチュア総合格闘技
| 勝敗 | 対戦相手 | 試合結果                   | 大会名                                                           | 開催年月日     |
| ○    | 柳井康作 | 5分1R終了 判定3-0          | PANCRASE 251                                                     | 2013年9月7日   |
| ○    | 林太陽   | 延長R終了 延長判定3-0      | PANCRASE GATE 11th CHANCE                                        | 2013年7月21日  |
| ○    | 関根直文 | 5分1R終了 判定3-0          | PANCRASE GATE 11th CHANCE                                        | 2013年7月21日  |
| △    | 柳井康作 | 5分2R終了 時間切れ         | PANCRASE 247                                                     | 2013年5月19日  |
| ×    | 工藤修久 | 1R 1:52 腕ひしぎ十字固め   | PANCRASE 244 【ネオブラッド・トーナメント予選 フェザー級 決勝】  | 2013年1月12日  |
| ○    | 深澤駿   | 5分1R終了 判定3-0          | PANCRASE 244 【ネオブラッド・トーナメント予選 フェザー級 1回戦】 | 2013年1月12日  |
| ×    | 高岡尚裕 | 1R 2:06 チョークスリーパー | PANCRASE 2012 PROGRESS TOUR                                      | 2012年10月6日  |
| ○    | 垣崎貴之 | 1R 0:36 TKO（腕の負傷）    | PANCRASE 2012 PROGRESS TOUR                                      | 2012年8月5日   |
| ○    | 佐藤秀樹 | 3分2R終了 判定3-0          | 第48回 パンクラスゲート                                          | 2011年10月30日 |

## 獲得タイトル
- 2013年プロ昇格トーナメント優勝
- パンクラス 第20回ネオブラッド・トーナメント フェザー級 優勝（2014年）
- 第10代DEEPフェザー級王座（2020年）
- 第2代RIZINフェザー級王座（2021年）

### 試合映像
1. ↑  『【試合映像】斎藤裕 vs. 牛久絢太郎 / Yutaka Saito vs. Juntaro Ushiku - RIZIN.31』2021年。
2. ↑  『【試合映像】牛久絢太郎 vs. 斎藤裕 2 / Juntaro Ushiku vs. Yutaka Saito 2 - RIZIN.35』2022年。
3. ↑  『【試合映像】牛久絢太郎 vs. クレベル・コイケ / Juntaro Ushiku vs. Kleber Koike - RIZIN.39』RIZIN公式YouTubeチャンネル、2023年。
4. ↑  『【試合映像】牛久絢太郎 vs. 朝倉未来 / Juntaro Ushiku vs. Mikuru Asakura - RIZIN LANDMARK 5』2023年。
5. ↑  『【試合映像】牛久絢太郎 vs. 萩原京平 / Juntaro Ushiku vs. Kyohei Hagiwara - RIZIN.44』RIZIN公式YouTubeチャンネル、2023年。

### 補足映像
1. ↑  『【番組】RIZIN CONFESSIONS #84（※番組内で試合映像＆牛久絢太郎と斎藤裕のバックステージ、試合振り返りドキュメンタリー番組）』2021年。
2. ↑  『【番組】RIZIN CONFESSIONS #99（※番組内で試合映像＆牛久絢太郎と斎藤裕による試合振り返りドキュメンタリー番組）』2022年。
3. ↑  『【番組】RIZIN CONFESSIONS #109（※番組内で試合映像＆牛久絢太郎とクレベル・コイケによる試合振り返りドキュメンタリー番組）』RIZIN公式YouTubeチャンネル、2023年。
4. ↑  『【番組】RIZIN CONFESSIONS #122（※番組内で試合映像＆牛久絢太郎と朝倉未来による試合の振り返りドキュメンタリー番組）』RIZIN公式YouTubeチャンネル、2023年。
5. ↑  『【番組】RIZIN CONFESSIONS #133（※番組内で試合映像＆萩原京平と牛久絢太郎による試合振り返りドキュメンタリー番組）』RIZIN公式YouTubeチャンネル、2023年。
6. ↑  『【番組】RIZIN CONFESSIONS #150（※番組内で試合映像＆牛久絢太郎と太田忍による試合振り返りドキュメンタリー番組）』RIZIN公式YouTubeチャンネル、2024年。
7. ↑  『【番組】RIZIN CONFESSIONS #163（※番組内で試合映像＆牛久絢太郎と佐藤将光による試合振り返りドキュメンタリー番組）』RIZIN公式YouTubeチャンネル、2024年。

### 映像資料
1. ↑  『【番組】RIZIN CONFESSIONS #108（※牛久絢太郎の練習風景や人柄・過去振り返りなどのドキュメンタリー番組）』RIZIN公式YouTubeチャンネル、2023年。